# Оброчное (посёлок при станции, Ичалковский район)
Оброчное — посёлок при станции в Ичалковском районе Республики Мордовия России. Входит в состав Рождественно-Баевского сельского поселения.

## География
Расположен между селами Оброчное и Ичалки, фактически слившись с ними.

## История
Посёлок появился при строительстве железной дороги. В селении жили семьи тех, кто обслуживал железнодорожную инфраструктуру.

## Население
| 2002 | 2010 |
| ---- | ---- |
| 1011 | ↘947 |

Национальный состав
Согласно результатам переписи 2002 года, в национальной структуре населения русские составляли 70 %, мордва-эрзя − 26 %

## Инфраструктура
Путевое хозяйство Горьковской железной дороги. Действует железнодорожная станция Оброчное.

## Транспорт
Автомобильный и железнодорожный транспорт.